# Konvict Muzik

## Kon Live Distribution
Kon Live Distribution là một hãng thu âm do ca sĩ R&B Akon thành lập vào năm 2006. Đây là một nhãn hiệu có sự luân thiên thể loại nhạc R&B/Hip hop của Akon.
Những nghệ sĩ đã ký hợp đồng với hãng thu âm bao gồm có Ray Lavender, Saschali, Brick & Lace, Kardinal Offishall, Sway DaSafo, Colby O'Donis và Lady Gaga. Ca sĩ nổi tiếng từ cuộc thi Thần tượng âm nhạc Mỹ - Von Smith, cũng được ký kết . Mặc dù Akon đã tuyên bố phản bác điều này . Gần đây, rapper West Coast Ya Boy đã ký hợp đồng với hãng.

### Danh sách đĩa hát

#### Album phòng thu
- Kardinal Offishall – Not 4 Sale (2008)
  - Ca sĩ: "Dangerous", "Set It Off", "Burnt", "Numba 1 (Tide Is High)"
- Colby O'Donis – Colby O (2008)
  - Ca sĩ: "What You Got", "Don't Turn Back"
- Lady Gaga – The Fame (2008)
  - Ca sĩ: "Just Dance", "Beautiful, Dirty, Rich" (promo), "Poker Face", "Eh, Eh (Nothing Else I Can Say)", "LoveGame", "Paparazzi"
- Lady Gaga – The Fame Monster (2009)
  - Ca sĩ: "Bad Romance", "Telephone", "Alejandro"

#### Album biên tập
- Lady Gaga – The Remix (2010)